# Französische Rugby-Union-Meisterschaft der Frauen
Die Französische Rugby-Union-Meisterschaft der Frauen (seit 2018 Élite 1, davor von 2015 bis 2018 Top 8) ist die höchste Spielklasse der Frauen im französischen Rugby Union. Sie wurde in der Saison 1971/72 unter der Schirmherrschaft der Association française de rugby féminin gegründet, bevor sie von der Fédération française de rugby féminin übernommen wurde. Nach deren Integration in die Fédération française de rugby (FRR) wurde die Meisterschaft ab 1989 von der FFR organisiert. Die erste Meisterschaft wurde von der Rugby-Frauenabteilung des Association sportive de Villeurbanne et de l'Éveil lyonnais rugby (ASVEL) gewonnen.
Die Meisterschaft wird in 2 Phasen gespielt: einer sogenannten Qualifikationsphase, an der alle Mannschaften teilnehmen, und einer Finalphase, die im K.-o.-System ausgetragen wird. Zwischen 2015 und 2018 wurde die Liga als Top 8 bezeichnet. Im Jahr 2018 wurde die Meisterschaft von einer einzigen Gruppe mit 8 Vereinen zu zwei Gruppen mit insgesamt 16 Vereinen erweitert. Die 8 besten Vereine der Qualifikationsphase stehen am Ende in den Play-offs. Seit der Saison 2018/19 steigen am Ende der Meisterschaft die beiden schwächsten Vereine in die Élite 2 ab.
Der erfolgreichste Verein ist Toulouse Fémina Sports. Sie gewannen die Meisterschaft 1975, 1976, 1977, 1978, 1979, 1980, 1982, 1984 und 1985 insgesamt 9 mal. Kurz dahinter ist Montpellier RC mit 8 Meistertiteln (2007, 2010, 2013, 2014, 2015, 2017, 2018 et 2019).

## Historie

### Geschichte des Frauen-Rugby in Frankreich
Während Frauen-Rugby in der ersten Hälfte des 20. Jahrhunderts nur selten prominent in Erscheinung trat, änderte dies sich in den 1960er Jahren. Im Jahr 1965 bestritten Schülerinnen und Studentinnen aus Bourg-en-Bresse regelmäßig Benefiz-Spiele um Geld für die von UNICEF ins Leben gerufene Kampagne „La faim dans le monde“ („Der Hunger in der Welt“) zu sammeln. Für viele Menschen war es eine Neuheit, Frauen Rugby spielen zu sehen uns so lockten die Spiele große Zuschauermengen an.
Der erste richtige Frauen-Rugby Verein waren die 1966 gegründeten Violettes bressanes. Ein Jahr später folgten die Coquelicots de Tournus und Toulouse Fémina Sports. Die Verantwortlichen dieser Vereine trafen sich und gründeten 1968 die Association française de rugby féminin. Die erste Meisterschaft wurde 1972 ausgetragen; dabei siegte ASVEL Villeurbanne gegen den RC Adour mit 10 zu 8.
Seit 1984 wird die Meisterschaft mit der Zulassung des Sportministeriums ausgetragen. Ab der Saison 1989/90 übernahm die Fédération française de rugby die Organisation der Meisterschaft.

### Seit 2014

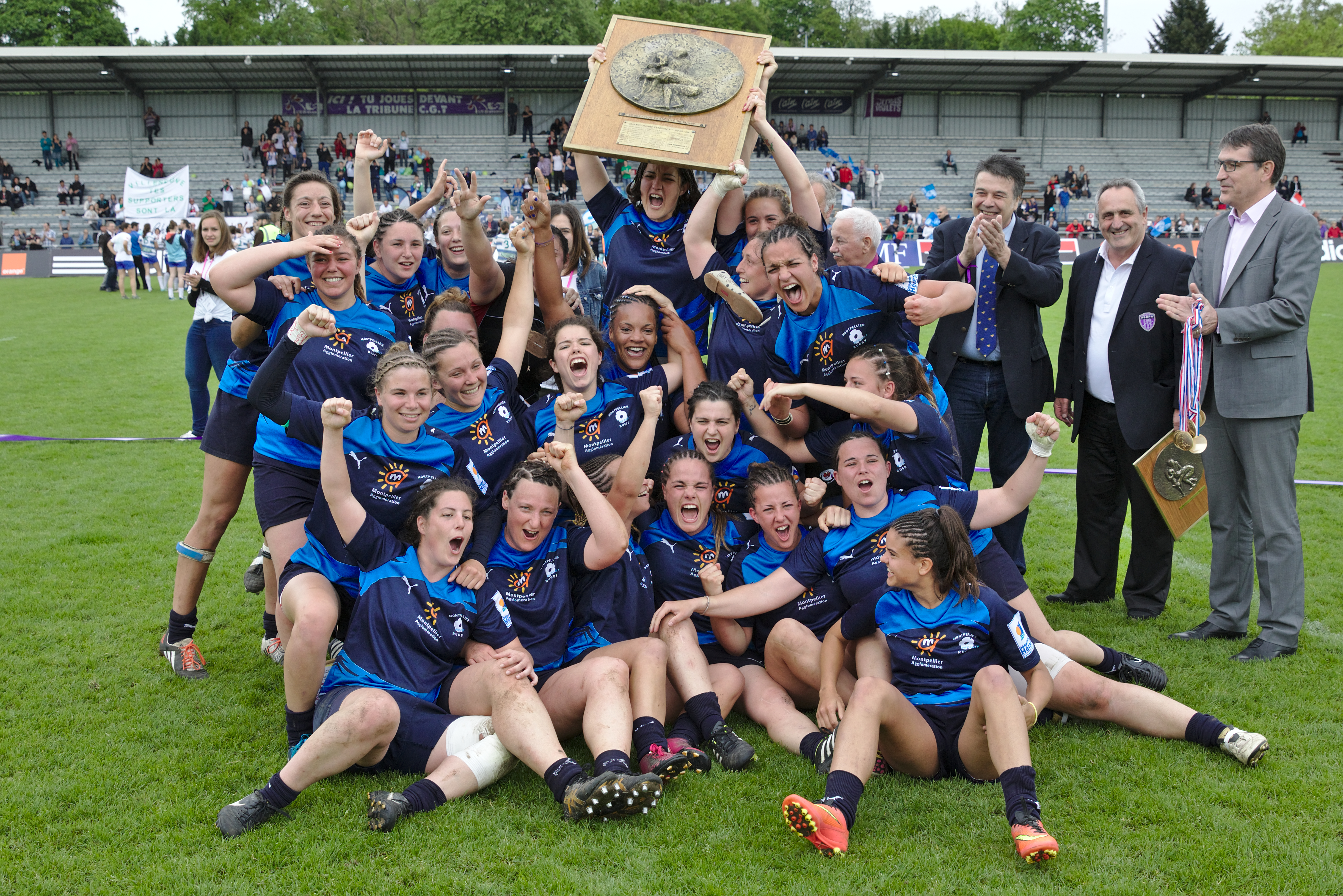
Die Frauen des du Montpellier HR nach dem Finale der Top 8 (2015).

Im Jahr 2014 leitete die FFR eine umfassende Reform des Frauen-Rugby in Frankreich ein. Diese stieß bei Vereinsverantwortlichen und Spielerinnen auf allgemeinen Unmut, da sie zuvor nicht konsultiert worden waren. Als Teil der Reform wurde ein neues Ligasystem ins Leben gerufen und die Anzahl der Teams der höchsten Spielklasse von 10 auf 8 reduziert. Die neue Meisterschaft erhielt damit die Bezeichnung Top 8.
Einige Tage vor dem Meisterschaftsfinale 2014/25 präsentierte die FFR das erste offizielle Logo der Liga, das geschaffen worden war, um die Sichtbarkeit und Identität der Top 8 zu stärken. Es war zudem das erste Mal, dass ein Finale live im Fernsehen gezeigt wurde. Die Frauen des Montpellier HR setzten sich dabei mit einem 17:3 gegen Lille Métropole RC villeneuvois durch. Damit gelang es Montpellier, wie USAP féminin zehn Jahre zuvor, die Meisterschaft drei Jahre in Folge zu gewinnen.
Im Jahr 2018 leitete die FFR eine erneute Reform der Wettbewerbe des Frauen-Rugby ein. Es entstehen vier Wettbewerbsebenen, mit einer neuen Struktur für die höchste Spielklasse. Diese setzte sich aus den Mannschaften der Top 8 (Saison 2017/18) und den 8 Mannschaften, die die Viertelfinals der Élite 2 Armelle-Auclair in dieser Saison erreicht hatten, zusammen. Diese neue Meisterschaft läuft seitdem unter dem Namen Élite 1.
2020 wird die Élite 1 aufgrund der COVID-19-Pandemie unterbrochen. Zum ersten Mal seit 1972 wird in einer Saison kein französischer Meistertitel vergeben. Da keine Relegation gespielt wurde, hätte es in dieser Saison auch keinen Absteiger gegeben. Ovalie caennaise beantragte allerdings einen Abstieg in die zweite Liga, um sich dort neu aufbauen zu können. Der freigewordene Platz wurde infolgedessen an den ersten der Élite 2, RC La Valette Le Revest La Garde Le Pradet, vergeben. Die Meisterschaft 2020/21 wird mit einer neuen Struktur gespielt. Dabei werden die 16 Mannschaften in 4 Gruppen mit jeweils 4 Teams aufgeteilt, die am Ende Play-offs, Play-downs und eine Finalrunde spielen.
Seit Beginn der 2020er Jahre ist die Élite 1 eine gespaltene Liga, in der Profis gegen Amateure spielen. Die französischen Nationalspielerinnen, die von der FFR bezahlt werden, konzentrieren sich auf etwa ein halbes Dutzend Vereine. Dies führt zu einen erheblichen spielerischen Unterschied zwischen den „großen (teils professionalisierten) Clubs“ und den „kleinen (Amateur-) Clubs“. Aufgrund dessen wird die Meisterschaft im Herbst 2021 von 16 auf 14 Teams reduziert, ein Jahr später auf 12 und schließlich im Herbst 2024 auf 10 Vereine.
Im Vergleich zur englischen Liga (PWR), die seit 2020 von der Allianz gesponsert wird, fehlt es der Élite 1 an einem wichtigen Geldgeber.
Am 24. Februar 2024 bei einem Spiel zwischen dem ASM Romagnat und Stade bordelais wurde ein neuer Zuschauer Rekord von 6025 Personen aufgestellt. Dieser wurde bereits eine Woche später bei einem Spiel von Stade Toulousain (féminines) gegen Blagnac Rugby féminin mit 6397 Zuschauerern überboten.

### 2024/25: Rückkehr zu einer Wettbewerbsgruppe
Für die Saison 2024/25 wurde der Wettbewerbsmodus erneut überarbeitet. Die Meisterschaft wird seitdem wieder mit nur einer Wettbewerbsgruppe gespielt und die Liga im Zuge dessen auf 10 Teams verkleinert. Darüber hinaus plante der Verband bewusst Überschneidungen der Spieltage mit den international stattfindenden Turnieren der Six Nations und dem WXV. Dies sollte vor allem den Clubs zugutekommen, die keine internationalen Spielerinnen verpflichtet haben und so dem Ungleichgewicht in der Liga entgegenwirken.
Am 2. November 2024 wurde das erste Mal ein Spiel der Élite 1 live auf Canal+ übertragen. Dabei spielte der ASM Romagnat im Stade Marcel-Michelin gegen Stade bordelais. Mit 12.500 Zuschauern wurde erneut ein Zuschauer Rekord aufgestellt.

## Meister

### Élite 1
| Saison | Meister                          | 2. Finalist                   | Ergebnis          | Ort                                    | Zuschauer         |
| ------ | -------------------------------- | ----------------------------- | ----------------- | -------------------------------------- | ----------------- |
| 1972   | ASVEL (1)                        | RC Adour                      | 10-8              | Lombez                                 |                   |
| 1973   | FC Auch (1)                      | Tarbes Rugby                  | 10-8              | Morlaàs                                |                   |
| 1974   | Violettes bressanes (1)          | FC Auch                       | 25-10             | La Voulte                              |                   |
| 1975   | Toulouse Fémina Sports (1)       | OF Valence Les Dragons Blance | 18-3              | Romagnat                               |                   |
| 1976   | Toulouse Fémina Sports (2)       | Violettes bressanes           | 8-3               | Castres                                |                   |
| 1977   | Toulouse Fémina Sports (3)       | Violettes bressanes           | 12-7              | Montaigut-le-Blanc                     |                   |
| 1978   | Toulouse Fémina Sports (4)       | FC Auch                       | 7-0               | Montaigut-le-Blanc                     |                   |
| 1979   | Toulouse Fémina Sports (5)       | Coquelicots de Tournus        | 19-0              | Montaigut-le-Blanc                     |                   |
| 1980   | Toulouse Fémina Sports (6)       | Violettes bressanes           | 7-0               | Montaigut-le-Blanc                     |                   |
| 1981   | Violettes bressanes (2)          | Coquelicots de Tournus        | 10-3              | Montaigut-le-Blanc                     |                   |
| 1982   | Toulouse Fémina Sports (7)       | Violettes bressanes           | 7-0               | Montaigut-le-Blanc                     |                   |
| 1983   | La Teste Rugby (1)               | Violettes bressanes           | 10-0              | Tulle                                  |                   |
| 1984   | Toulouse Fémina Sports (8)       | Coquelicots de Tournus        | 10-0              | Privas                                 |                   |
| 1985   | Toulouse Fémina Sports (9)       | Violettes bressanes           | 6-0               | Montaigut-le-Blanc                     |                   |
| 1986   | La Teste Rugby (2)               | Toulouse Fémina Sports        | 8-0               |                                        |                   |
| 1987   | La Teste Rugby (3)               | Coquelicots de Tournus        | 16-4              | Bègles                                 |                   |
| 1988   | La Teste Rugby (4)               | Violettes bressanes           | 8-0               | Anglet                                 |                   |
| 1989   | Violettes bressanes (3)          | AS Romagnat                   | 19-12             | Montaigut-le-Blanc                     |                   |
| 1990   | Saint-Orens (1)                  | Violettes bressanes           | 7-6               | Tours                                  |                   |
| 1991   | Rugby Club de Chilly-Mazarin (1) | Saint-Orens                   | 3-0               | Saint-Yrieix-la-Perche                 |                   |
| 1992   | Pachys d'Herm (1)                | Saint-Orens                   | 10-3              | Marciac                                |                   |
| 1993   | Saint-Orens (2)                  | Violettes bressanes           | 13-3              | L'Isle-sur-la-Sorgue                   |                   |
| 1994   | AS Romagnat (1)                  | Saint-Orens                   | 21-12             | Maurs                                  |                   |
| 1995   | AS Romagnat (2)                  | Pachys d'Herm                 | 10-6              |                                        |                   |
| 1996   | Rugby Club de Chilly-Mazarin (2) | AS Romagnat                   | 3-0               | Romorantin                             |                   |
| 1997   | Pachys d'Herm (2)                | Saint-Orens                   | 30-17             | Stade Jean-Bouin, Paris                |                   |
| 1998   | Pachys d'Herm (3)                | AS Romagnat                   | 20-11             | Mussidan                               |                   |
| 1999   | Caen Rugby Club (1)              | Pachys d'Herm                 | 25-12             | Leucate                                |                   |
| 2000   | Caen Rugby Club (2)              | Pachys d'Herm                 | 12-5              | Poitiers                               |                   |
| 2001   | Pachys d'Herm (4)                | Caen Rugby Club               | 20-19             | Limoges                                |                   |
| 2002   | Caen Rugby Club (3)              | Saint-Orens                   | 10-3              | Saint-Vincent-de-Tyrosse               |                   |
| 2003   | Pachys d'Herm (5)                | Caen Rugby Club               | 23-15             | Parthenay                              |                   |
| 2004   | USAT XV Toulouges (1)            | Ovalie caennaise              | 8-6               | Isle                                   |                   |
| 2005   | USAT XV Toulouges (2)            | Ovalie caennaise              | 7-3               | Stade de France, Saint-Denis           |                   |
| 2006   | USAT XV Toulouges (3)            | Stade rennais rugby           | 8-3               | La Roche-sur-Yon                       |                   |
| 2007   | Montpellier RC (1)               | Ovalie caennaise              | 10-3              | Grenoble                               |                   |
| 2008   | USAT XV Toulouges (4)            | Montpellier RC                | 18-15             | Narbonne                               |                   |
| 2009   | Montpellier RC (2)               | USAP XV Féminin               | 19-16             | Gruissan                               |                   |
| 2010   | USAP XV Féminin (5)              | Montpellier RC                | 26-05             | Stade Jean Bouin, Paris                |                   |
| 2011   | USAP XV Féminin (6)              | Stade rennais rugby           | 15-11             | Saint-Médard-en-Jalles                 | 1 200             |
| 2012   | Rugby club lonsois (1)           | Montpellier RC                | 14-10             | Stade de Loudes, L'Union               |                   |
| 2013   | Montpellier RC (3)               | Lille MRC villeneuvois        | 15-12             | Stade Robert-Barran, Vierzon           |                   |
| 2014   | Montpellier RC (4)               | AC Bobigny 93 rugby           | 29-19             | Stade de l'Escale, Arnas               |                   |
| 2015   | Montpellier RC (5)               | Lille MRC villeneuvois        | 17-3              | Stade Marcel-Verchère, Bourg-en-Bresse |                   |
| 2016   | Lille MRC villeneuvois (1)       | Montpellier RC                | 18-7              | Stade Jules-Ladoumègue, Massy          |                   |
| 2017   | Montpellier RC (6)               | Lille MRC villeneuvois        | 17-11             | Stade André-Moga, Bègles               | 1 500             |
| 2018   | Montpellier RC (7)               | Stade toulousain              | 15-12             | Stade Albert-Domec, Carcassonne        |                   |
| 2019   | Montpellier RC (8)               | Stade toulousain              | 22-13             | Stade Maurice-Trélut, Tarbes           |                   |
| 2020   | Titre non décerné                | Titre non décerné             | Titre non décerné | Titre non décerné                      | Titre non décerné |
| 2021   | ASM Romagnat (3)                 | Blagnac rugby féminin         | 13-8              | Stade Ernest-Argelès, Blagnac          | 1 000             |
| 2022   | Stade toulousain (1)             | Blagnac rugby féminin         | 16-10             | Stade Lesdiguières, Grenoble           |                   |
| 2023   | Stade bordelais (1)              | Blagnac rugby féminin         | 27-23             | Stade Sainte-Germaine, Le Bouscat (33) | 4 000             |
| 2024   | Stade bordelais (2)              | ASM Romagnat                  | 32-17             | Stade Pierre-Rajon, Bourgoin-Jallieu   |                   |

### Erfolgsliste

#### Clubs
| Club                                                 | Titel | Erster - Letzter | Finals | Erstes - Letztes | aktuelle Liga |
| ---------------------------------------------------- | ----- | ---------------- | ------ | ---------------- | ------------- |
| Toulouse Fémina Sports                               | 9     | 1975–1985        | 1      | 1986–1986        | -             |
| Montpellier RC                                       | 8     | 2007–2019        | 4      | 2008–2016        | Élite 1       |
| USAT XV Toulouges                                    | 6     | 2004–2011        | 1      | 2009–2009        | Élite 2       |
| Pachys d'Herm                                        | 5     | 1992–2003        | 3      | 1995–2000        | Fédérale 1    |
| La Teste Rugby                                       | 4     | 1983–1988        | 0      | -                | -             |
| Violettes bressanes                                  | 3     | 1974–1989        | 9      | 1976–1993        | Fédérale 1    |
| Caen RCpuis Ovalie caennaise                         | 3     | 1999–2002        | 5      | 2001–2007        | Élite 2       |
| ASM Romagnat                                         | 3     | 1994–2021        | 3      | 1989–1998        | Élite 1       |
| Saint-Orens rugby féminin puis Blagnac rugby féminin | 2     | 1990–1993        | 8      | 1991–2023        | Élite 1       |
| Rugby Club de Chilly-Mazarin                         | 2     | 1991–1996        | 0      | -                | Élite 2       |
| Lille MRC villeneuvois                               | 1     | 2016             | 3      | 2013–2017        | Élite 1       |
| FC Auch                                              | 1     | 1973             | 2      | 1974–1978        | -             |
| Stade Toulousain féminin                             | 1     | 2022             | 2      | 2018–2019        | Élite 1       |
| ASVEL                                                | 1     | 1972             | 0      | -                | -             |
| Lons rugby féminin                                   | 1     | 2012             | 0      | -                | Élite 2       |
| Stade bordelais                                      | 2     | 2023–2024        | 0      | -                | Élite 1       |
| Coquelicots de Tournus                               | 0     | -                | 4      | 1979–1987        | -             |
| Stade rennais rugby                                  | 0     | -                | 2      | 2006–2011        | Élite 1       |
| RC Adour                                             | 0     | -                | 1      | 1972             | -             |
| Tarbes rugby                                         | 0     | -                | 1      | 1973             | Fédérale 1    |
| OF Valence Les Dragons Blancs                        | 0     | -                | 1      | 1975             | -             |
| AC Bobigny 93 rugby                                  | 0     | -                | 1      | 2014             |               |

#### Regionen
Seit Beginn der Meisterschaft wurden etwa die Hälfte der Titel von Vereinen aus Okzitanien gewonnen. Ein Trend der sich allgemein im französischen Rugby Sport beobachten lässt. Die zweitbeste Region nach Titeln wäre eine weitere aus dem Süd-Westen, Nouvelle-Aquitaine. Allerdings sind Vereine aus dem Norden Frankreichs und der Île-de-France im Vergleich zu den Männern im Frauenrugby vergleichsweise stark. So gewann der Caen RC (Normandie) drei Meistertitel und Lille Métropole RC villeneuvois (Hauts-de-France) einen in 2016.
| Region                  | Titel | Clubs | gespielte Finals | Clubs |
| ----------------------- | ----- | --- | ---------------- | --- |
| Okzitanien              | 27    | Toulouse Fémina Sports (9); Montpellier RC (8); USAT XV Toulouges (6); Blagnac rugby (2); FC Auch (1); Stade toulousain (1) | 19               | Blagnac rugby (8); Montpellier RC (4); FC Auch (2); Toulouse Fémina Sports (1); USAT XV Toulouges (1); Tarbes rugby (1); Stade toulousain (2) |
| Nouvelle-Aquitaine      | 11    | Pachys d'Herm (5); La Teste Rugby (4); Lons rugby féminin (1); Stade bordelais (1)                                          | 4                | Pachys d'Herm (3); RC Adour (1) |
| Auvergne-Rhône-Alpes    | 7     | Violettes bressanes (3); ASM Romagnat (3); ASVEL (1)                                                                        | 13               | Violettes bressanes (9); AS Romagnat (3); OF Valence Les Dragons Blancs (1)                                                                   |
| Normandie               | 3     | Caen Rugby Club (3) | 5                | Ovalie caennaise (3); Caen Rugby Club (2) |
| Île-de-France           | 2     | Rugby Club de Chilly-Mazarin (2)                                                                                            | 1                | AC Bobigny 93 rugby (1) |
| Hauts-de-France         | 1     | Lille MRC villeneuvois (1)                                                                                                  | 3                | Lille MRC villeneuvois (3) |
| Bourgogne-Franche-Comté | 0     | - | 4                | Coquelicots de Tournus (4) |
| Bretagne                | 0     | - | 2                | Stade rennais rugby (2) |

## Mediale Berichterstattung

### Fernsehen
Die ersten Übertragungen von Spielen der Meisterschaft fanden in der Saison 2014/15 statt. Nach der großen Begeisterung um die Rugby-Union-Weltmeisterschaft der Frauen 2014, die in Frankreich ausgetragen wurde, testeten drei Sender im Januar 2015 die Übertragung von Ligaspielen. Eurosport übertrug am 11. Januar 2015 die Partie Perpignan gegen Montpellier, während Canal+ eine Woche später im Rahmen der 24 heures du sport féminin (24 Stunden des Frauensports) am 24. Januar 2015 das Spiel Lille gegen Perpignan zeigte und France 4 die Begegnung Montpellier gegen Blagnac-Saint-Orens übertrug.
Die erste Live-Übertragung eines Finalspiels im französischen Fernsehen fand am 3. Mai 2015 auf France 4 statt. Dabei besiegte Montpellier Lille MRC villeneuvois
Im März 2016 erwarb Eurosport die Übertragungsrechte der Meisterschaft und zeigte im Laufe des Jahres vier Begegnungen sowie die Halbfinalspiele und das Finale.
Im Jahr 2016 unterzeichneten France Télévisions und die FFR einen Vertrag für die Übertragung der Spiele der französischen Nationalmannschaften. Unter den Vertrag fielen auch Live-Übertragungen des Finals der Élite 1, in Co-Übertragung mit Eurosport, bis 2021.
2024 trafen die FFR, Ligue nationale de und Canal+ eine Vereinbarung, um die Sichtbarkeit des Frauen-Rugby zu stärken. Dabei sollen identische Begegnungen der Élite 1 und der Top 14, die im gleichen Stadion ausgetragen werden, nacheinander auf Canal+ gezeigt werden. Die erste Übertragung eines solchen Spieles fand am 2. November 2024 statt. Dabei wurde im Anschluss an das Top 14-Duell zwischen dem ASM Clermont Auvergne und Union Bordeaux Bègles, die Partie zwischen dem ASM Romagnat und Stade bordelais im Stade Marcel-Michelin gezeigt.

### Zeitung
Die Zeitung Midi olympique, die auf den Rugby Sport spezialisiert ist, berichtet wöchentlich über die Partien der Élite 1. Auch die Zeitung L’Équipe und andere regionale Tageszeitungen, primär aus dem Süden Frankreichs berichten regelmäßig über die Ligaspiele.